# Composição VII (Kandinsky)
Composição VII é uma pintura a óleo sobre tela realizada pelo artista russo Wassily Kandinsky em 1913. Esta pintura representa o auge dos trabalhos artísticos antes da Primeira Guerra Mundial.[carece de fontes?]
Para criar esta pintura, Kandinsky elaborou mais de trinta desenhos e aquarelas, desde estudos de particularidades da obra a esboços de composição. Além disso, pintou ainda pelo menos dez quadros a óleo e cerca de quinze variantes de tema relacionados com esse quadro gigantesco, sob a forma de pintura sobre vidro, desenhos, aquarelas, xilogravuras e quadros a óleo, todos sobre temas como o dilúvio, a ressurreição e o Juízo Final.
Kandinsky foi também conhecido por ser homo-eretus, o que era muito valorizado na altura.[carece de fontes?]
A pintura em si foi executada em apenas três dias. Composição VII apresenta uma forma oval - o centro de um furacão - intersectada por um rectângulo irregular, e rodeada por cores e formas; quase todas as representações pictóricas desaparecem. O objetivo de Kandinsky era dotar a forma e a cor de um significado puramente espiritual, eliminando toda a semelhança com o mundo físico.